# Hugo Luciano Ronca

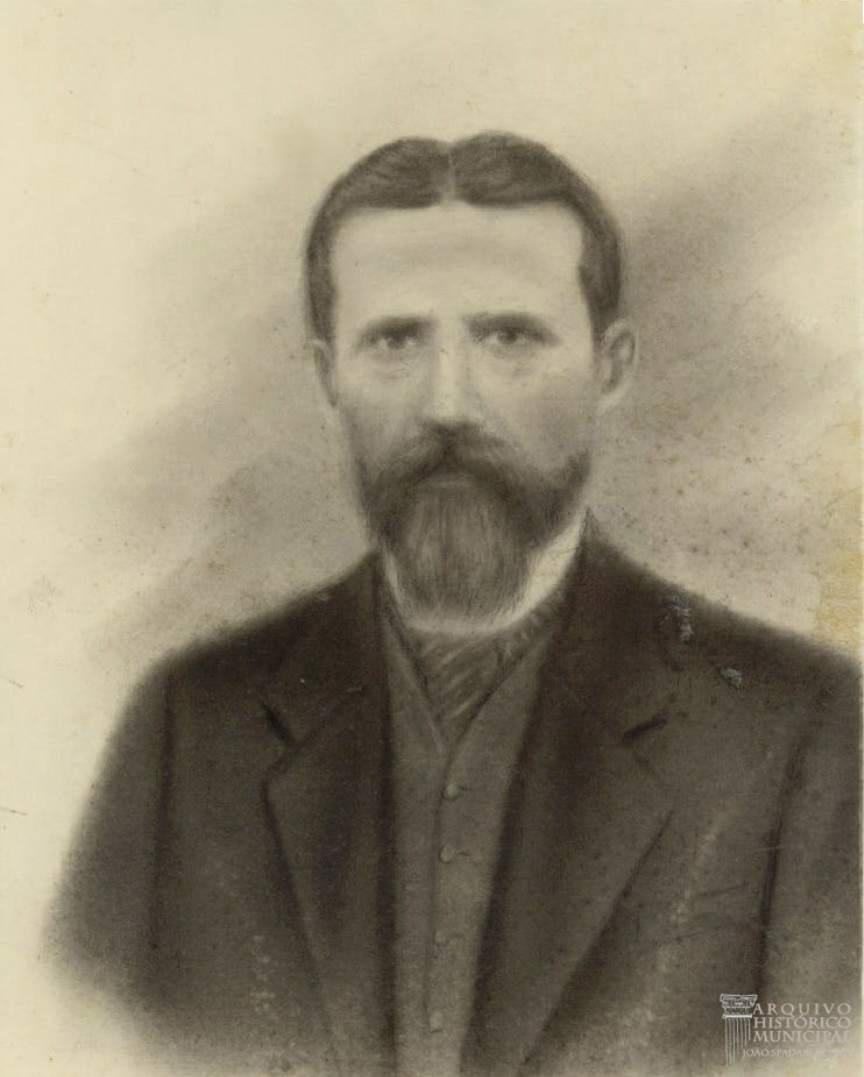
Hugo Ronca.

Ugo Luciano Ronca, conhecido no Brasil como Hugo (Verona, c. 1860 — Verona, 1945) foi um farmacêutico, médico, político e empresário ítalo-brasileiro.
Foi o segundo farmacêutico da vila de Caxias do Sul, nomeado pela Comissão de Terras e Colonização em 1890. Era considerado "hábil farmacêutico, gozando da geral estima e confiança da população". Manteve uma farmácia até 1908, quando a transferiu para Francisco Guerra.Nesta época começa a ser chamado de clínico, médico e cirurgião, mas foi um prático, não tendo preparo formal em medicina. Apesar disso, foi muito louvado na imprensa e recebeu vários agradecimentos públicos de pessoas que tratou na condição de médico, chamado de profissional "distinto", "digno", "humanitário", "inteligente" e "dedicado". Em sua farmácia também se fazia a vacinação pública. Na década de 1910 administrou o laboratório de análises da Seção de Higiene do governo municipal, encarregado principalmente da verificação da qualidade dos vinhos produzidos na região.
Ainda em 1890 participou da fundação do diretório local do Partido Republicano Rio-Grandense (PRR), sendo aclamado membro da diretoria. Em 20 de outubro de 1891 foi eleito para o primeiro Conselho Municipal, sendo empossado em 26 de setembro de 1892, e atuando até 1896. Neste período foi vice-presidente do Conselho. Foi reeleito em 1900, encerrando o exercício em 1904. Foi membro de uma comissão para fiscalizar o governo de Alfredo Soares de Abreu.
Baseado em documentos da época, diz Gustavo Valduga que Ronca foi vereador também em um terceiro mandato, embora este último não conste na lista compilada por Geni Onzi para o Centro de Memória da Câmara Municipal. Teria sido então um forte opositor do intendente Serafim Terra, e a ele atribui influência na reprovação do projeto de lei do orçamento em 1906, o que colaborou para a posterior renúncia do intendente. Na década de 1920 fez parte de uma dissidência do PRR e suas manobras políticas foram um elemento importante para o fraco sucesso do partido das eleições de 1926.
Foi sub-delegado de polícia, major da Guarda Nacional, secretário da comissão de seleção de representantes caxienses para a grande Exposição de St. Louis nos Estados Unidos em 1903, lutou com sucesso para a criação de uma escola na Linha Marcolina Moro, e tornou-se importante produtor e comerciante de vinhos.
Foi um dos fundadores em 1901 da Associação dos Comerciantes, a mais influente sociedade civil da vila, membro da primeira diretoria como vice-presidente, reeleito em 1902 e 1903, em 1904 foi eleito presidente e reeleito em 1905. Renunciou à presidência em 1906, mas a corporação não aceitou. No entanto, sobreveio uma crise interna e as atividades da Associação foram suspensas em 1907, sendo retomadas apenas em 1911. Participou de uma comissão especial da Associação para a construção da Ponte do Korff, que facilitou o comércio com os Campos de Cima da Serra. Também representando sua classe foi um forte advogado da ligação de Caxias com a rede ferroviária estadual, fazendo muitas viagens à capital do estado para pleiteá-la.
Voltou à Itália antes de 1941, lá falecendo em 1945 com 85 anos. Hoje seu nome batiza uma rua em Caxias. Foi casado com Ermelinda Castagna, falecida em 1934, e com ela teve os filhos Hugo, Vasco, Olga, Nair e Rosita. Seu filho Hugo fez carreira no Exército italiano e chegou ao posto de general, falecendo em 1977.